# Ґуркі-Задзімські
Ґуркі-Задзімські (пол. Górki Zadzimskie) — село в Польщі, у гміні Задзім Поддембицького повіту Лодзинського воєводства.
Населення — 72 особи (2011).
У 1975-1998 роках село належало до Серадзького воєводства.

## Демографія
Демографічна структура станом на 31 березня 2011 року:
|          | Загалом | Допрацездатний вік | Працездатний вік | Постпрацездатний вік |
| -------- | ------- | ------------------ | ---------------- | -------------------- |
| Чоловіки | 38      | 8                  | 23               | 7                    |
| Жінки    | 34      | 4                  | 20               | 10                   |
| Разом    | 72      | 12                 | 43               | 17                   |